# Tesoro de Loch Arkaig

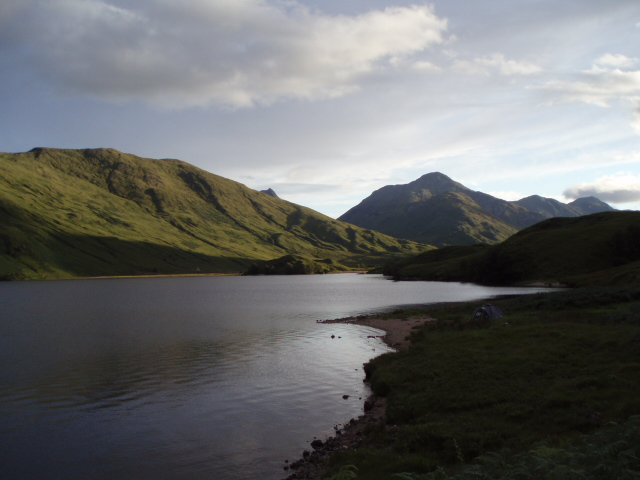
Loch Arkaig en Lochaber.

El tesoro de Loch Arkaig, también conocido como el Oro jacobita, era una gran cantidad de especies proveída por España para financiar el levantamiento jacobita en Escocia en 1745. Se rumorea que todavía permanece escondido en el Loch Arkaig (lago Arkaig) en Lochaber.

## Antecedentes
En 1745, el príncipe Carlos Eduardo Estuardo llegó a Escocia desde Francia y reclamó los tronos de Escocia, Inglaterra y de Irlanda, en nombre de su padre, Jacobo Estuardo. Si bien Carlos sostuvo que su aventura era apoyada por Luis XV de Francia y que la llegada de tropas francesas a Escocia era inminente, en realidad Francia no tenía intención alguna de intervenir en defensa de los Estuardo; no obstante, algún apoyo financiero limitado fue proveído tanto por España como por el papa Benedicto XIV.
España prometió unas 400.000 libras (o Louis d'or) mensuales para la causa jacobita; sin embargo, enviar el dinero al ejército rebelde era difícil. La primera cuenta (enviada por medio del hermano de Carlos, Enrique, quien residía en Francia) fue despachada en 1745. La balandra francesa Hazard (renombrada Príncipe Carlos) llevó con éxito sus caudales a la costa occidental de Escocia. Desafortunadamente para los jacobitas, los caudales fueron pronto capturados por el clan Mackay, cuyos miembros eran leales al rey Jorge II de Gran Bretaña.

## Llegada del tesoro

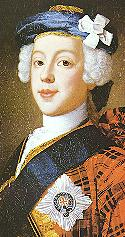
El príncipe "Charlie" más tarde acusó a MacPherson de desfalco.

En abril de 1746, los navíos Mars y Bellona llegaron a Escocia con 1.200.000 libras (otro abono español, más un gran suplemento francés); sin embargo, al enterarse de la derrota jacobita en la Batalla de Culloden el 16 de abril, los navíos se marcharon, tras descargar solo el dinero español en Loch nan Uamh, Arisaig, el 30 de abril (el mismo lugar desde donde el príncipe había desembarcado el año anterior y donde se embarcaría más tarde a Francia). Así, llegaron siete cofres de dinero español a Escocia. Como la causa jacobita estaba perdida para entonces, con el ejército disperso y el príncipe y sus lugartenientes escondidos, se planeó que el dinero se utilizara para asistir a los seguidores de la causa jacobita, que estaban siendo sometidos a la brutalidad de las fuerzas gubernamentales del duque de Cumberland, y para facilitar el escape de los líderes jacobitas al continente.
Seis cofres (uno fue robado por McDonald y los hombres de Barrisdale) fueron llevados al Loch Arkaig (al norte de Fort William, en las Highlands) y escondidos. Su ubicación secreta fue confiada a Jon Murray de Broughton, uno de los fugitivos jacobitas. Murray empezó la distribución a los jefes del clan, pero cuando fue aprehendido por el gobierno (y, más tarde, convertido en evidencia de estado) el tesoro fue confiado primero a Donald Cameron de Lochiel, el jefe del clan Cameron, y luego a Macpherson de Cluny, jefe del clan Macpherson. Cluny fue escondido en una cueva en Ben Alder, que se hizo conocida como "la jaula", y cuando Carlos se reunió con él allí brevemente, Cluny todavía tenía control sobre el dinero, que seguía escondido en Arkaig.

## La caza del tesoro

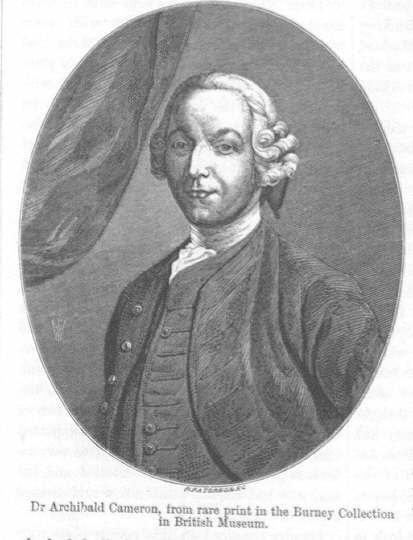
El Dr. Archibald Cameron de Locheil (1707–1753) — un cazador del tesoro jacobita que pagó con su vida la búsqueda.

Carlos finalmente escapó de Escocia en la fragata francesa L'Heureux y regresó a Francia en septiembre de 1746; sin embargo, el destino del dinero no está claro. Se cree que Cluny retuvo el control sobre el mismo y durante sus largos años como fugitivo fue el centro de varios complots sin éxito para financiar otra revuelta. En su lugar, permaneció escondido en su "jaula" por los siguientes ocho años. Mientras tanto, Carlos estuvo constantemente buscando su dinero debido a que carecía de efectivo. Al menos, algo de él llegó a Carlos posteriormente, con lo que pudo pagar la acuñación de una medalla de campaña en los años 1750; sin embargo, se dice que nunca se descubrió todo el oro. Años más tarde, Carlos acusó a Cluny de malversación. Sea cual fuera el caso, el oro se convirtió en una fuente de discordia y quejas entre los jacobitas sobrevivientes.
En 1753, el Dr. Archibald Cameron de Locheil —hermano de Locheil, quien estaba ejerciendo como secretario de Jacobo III de Inglaterra— fue enviado de regreso a Escocia para ubicar el tesoro; no obstante, mientras estuvo en secreto en Brenachyle, cerca del Loch Katrine, fue traicionado (aparentemente por el famoso "Alestair Ruadh MacDonnell", un espía de los Hannover) y arrestado. Fue acusado bajo el Act of Attainder por su participación en la revuelta de 1745 y sentenciado a muerte, siendo ahogado y luego colgado el 7 de junio de 1753, en Tyburn, convirtiéndose en el último jacobita en ser ejecutado.
Los documentos de los Estuardo (en la actualidad, en posesión de la reina Isabel II) registran varios reclamos, contra-reclamos y acusaciones entre los jefes de clanes y los jacobitas en el exilio con respecto al destino del dinero. El historiador Andrew Lang (quien fue una de las primeras personas en investigar los documentos desde que Walter Scott los aseguró para la Corona) relató en su libro Pickle the Spy (1897) la sórdida historia y la participación tanto del príncipe como de su padre en su intento por encontrar el dinero. Los documentos de los Estuardo también incluyen un relato fechado alrededor de 1750, redactado en Roma por Archibaldo Cameron, que indica que Cluny no tenía o no podía dar cuenta de todo el dinero.
Según los registros del Clan Cameron, se encontraron algunas monedas de oro francesas enterradas en bosques cercanos en los años 1850.